# Castle Bolton
Castle Bolton är en by i civil parish Castle Bolton with East and West Bolton, i kommunen North Yorkshire, i grevskapet North Yorkshire, i England. Byn är belägen 8 km från Leyburn. Byn nämndes i Domedagsboken (Domesday Book) år 1086, och kallades då Alia Bodelton.